# Codringtonia intusplicata
Codringtonia intusplicata – gatunek płucodysznego ślimaka lądowego z rodziny ślimakowatych (Helicidae), występujący endemicznie na półwyspie Peloponez w Grecji.
Muszla płaska, o wymiarach 14–23 × 28–45 mm i jasnej barwie z mało wyraźnymi, kolorowymi paskami.